# Projet Madeira

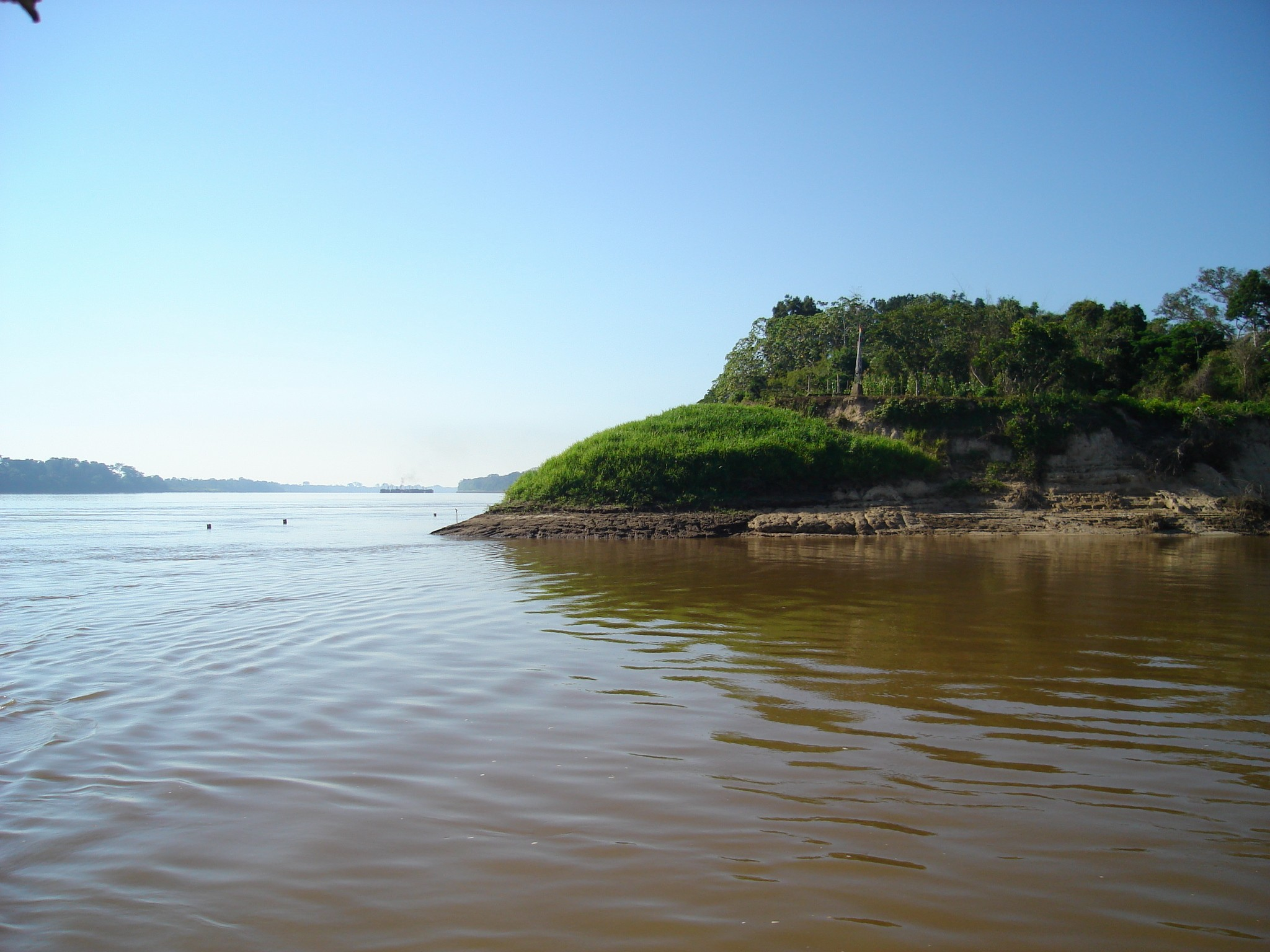
Confluent du río Abuná (à l'avant plan) avec le Madeira (au fond à gauche, vu de l'aval vers l'amont). Cette photo donne une idée de l'importance du débit des deux cours d'eau - En face: extrémité nord de la Bolivie

Le projet Madeira est un projet d'aménagement hydraulique visant à faciliter la navigation sur le río Madeira tout en produisant de l'électricité pour le Brésil. 
Ce projet, présenté au Forum des Amériques en décembre 2003 par l'entreprise brésilienne Furnas Centrais Eletricas, est censé favoriser le développement économique, tant au Brésil qu'en Bolivie et même au Pérou voisin.
Le projet consiste à noyer les cataractes et rapides caractérisant le secteur moyen du Madeira, qui entravent les communications fluviales entre les bassins inférieur et supérieur de ce dernier.
Deux centrales hydroélectriques géantes en territoire brésilien, le barrage de Santo Antônio (3 568 MW) en aval, et le barrage de Jirau (3 750 MW) en amont, ont été achevées en 2016. Deux autres centrales sont prévues : Guayaramerín (3 000 MW) sur la frontière Brésil-Bolivie et Cachuela Esperanza (990 MW) plus en amont, en Bolivie.

## Les débits
- À Guajara-Mirim : 8 282 m3/s pour un bassin de 589 000 km2 (celui du río Mamoré, y compris son affluent principal le río Guaporé).
- À Abuná : 17 300 m3/s pour un bassin de 932 000 km2 (la forte augmentation provient du río Beni et de son affluent très abondant, le río Madre de Dios).
- À Porto Velho : 18 800 m3/s pour un bassin de 988 000 km2.

## Travaux en cours et envisagés
En voici les principales caractéristiques :
| Barrage       | Puissance en MW | Hauteur chute en m | Superficie en km² | Coût en G$ | prix/kWh en $cents |
| ------------- | --------------- | ------------------ | ----------------- | ---------- | ------------------ |
| Santo Antonio | 3 568           | 17,27              | 271               | 2,757      | 1,917              |
| Jirau         | 3 750           | 17,10              | 258               | 2,944      | 1,914              |

(G$ pour milliard de dollars, kWh pour kilowattheure, MW pour mégawatt c’est-à-dire millier de kilowatts)
L'achèvement des deux centrales est prévu pour la fin de 2016. Les deux autres projets de centrales du complexe du Madeira sont en 2016 au stade de la conception : Guayaramerín (3 000 MW) sera situé sur la frontière Brésil-Bolivie et Cachuela Esperanza (990 MW) plus en amont, en Bolivie.
D'après la société brésilienne en question, au coût de 5,7 milliards de dollars pour la construction des deux barrages, il faut ajouter 1,6 milliard pour la ligne haute tension entre les rives du Madeira et la ville de Cuiabá, où elle sera raccordée au réseau brésilien.
Il y a aussi un supplément de 109 + 91 millions de dollars, soit 200 millions, pour 2 écluses correspondant aux 2 barrages. Le budget total s'élèverait dès lors à 7,5 milliards de dollars.
Le système de transport du Rio Madeira comprenant 2 375 km de ligne haute tension à courant continu à 600 kV reliant les centrales de Santo Antônio et Jirau aux centres de consommation du sud-est, a été inaugurée en août 2014 avec une capacité de 6 300 MW.

## Avantages économiques

### Énergie bon marché
Avec le budget dont on fait mention (7,5 milliards d'US$), le prix de revient d'un kWh serait d'à peu près deux $cents de dollar américain (0,02 $). On peut faire un calcul rapide et approximatif, en sachant qu'un kilogramme de pétrole brut vaut 5 kWh, qu'il y a 159 litres dans un baril et 7 barils dans une tonne. Au prix (faible) 2006 du baril à 50 dollars, on obtient :
350 dollars pour 1 000 kilogramme de brut.
0,35 dollar ou 35 $cents pour 1 kilogramme de brut, donc pour 5 kWh.
et enfin 7 $cents pour un kilowattheure "pétrole", en ayant oublié tous les frais de transport, raffinage, amortissement des usines thermoélectriques, etc.
Au total le coût du kWh serait alors de 2,4 $cents pour 1 kilowattheure type "Madeira". A comparer avec les sept $cents (minimum) pour le kWh type "pétrole"

### Nouvelle voie navigable - liaison Bolivie-Atlantique

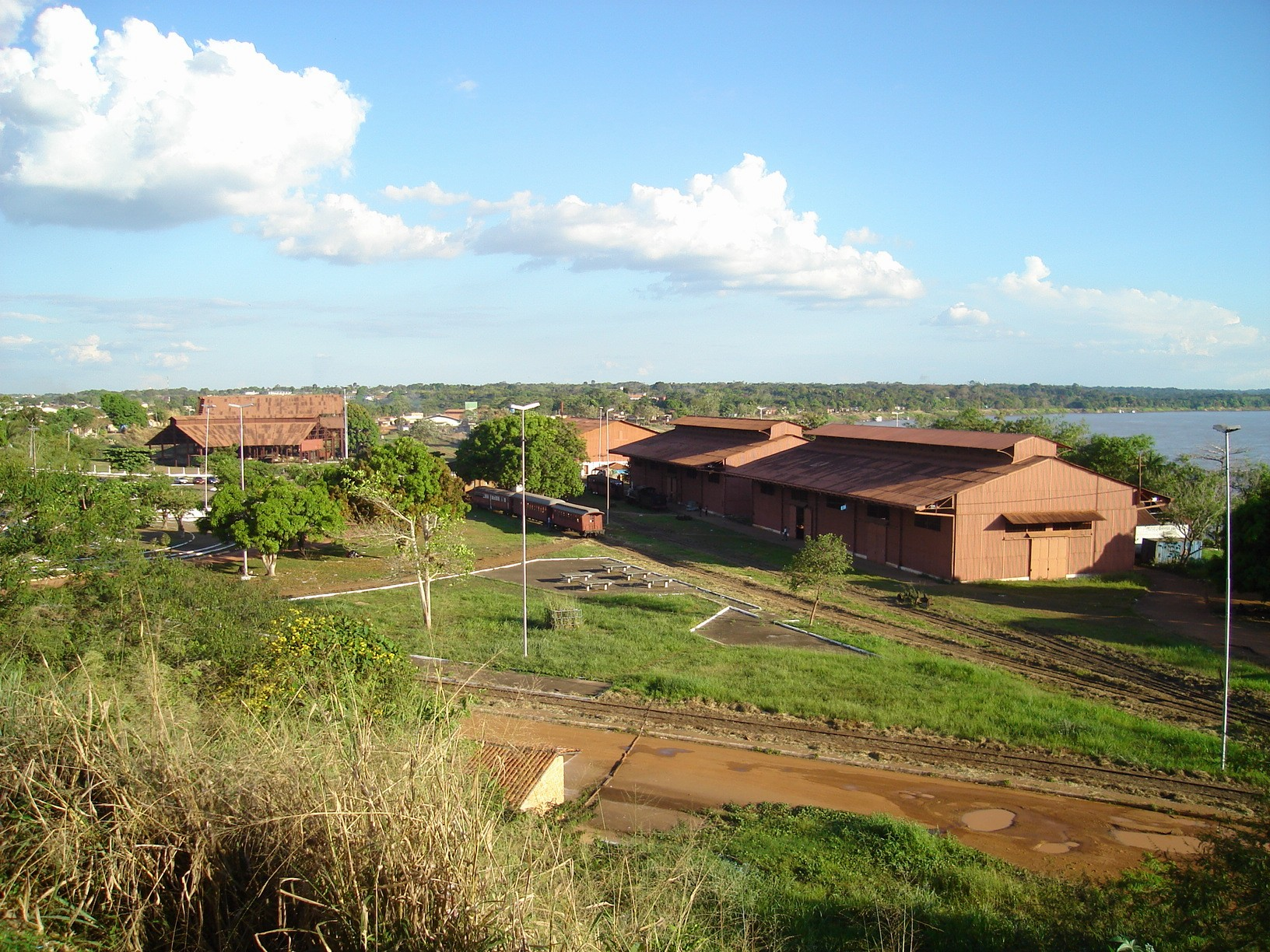
Vue du rio Madeira à Porto Velho capitale du Rondônia et petite métropole locale - terminus actuel de la navigation sur le Madeira, elle est au centre d'un important dispositif de voies routières

Le but de ces deux barrages (avec leurs écluses) n'est pas uniquement de produire de l'énergie, mais aussi de permettre au trafic fluvial de franchir cette section totalement interdite à la navigation jusqu'ici.
En ce qui concerne la Bolivie, à l'inverse du Pérou, ce pays n'a aucune liaison navigable avec l'Atlantique, via l'Amazone. À part une fenêtre (petite mais très importante surtout pour la région de Santa Cruz) sur le río Paraguay, on ne peut ni entrer ni sortir du pays par voie fluvio-maritime, ce qui diminue fortement la compétitivité des produits boliviens. La construction des ouvrages d'art en question permettrait de résoudre partiellement ce problème (une des grandes causes de son sous-développement important est son isolement). 
Cependant pour régler le problème de la navigation entre le haut et le bas Madeira, ces deux centrales sont insuffisantes. Le niveau d'étiage prévu pour le barrage amont de Jirau est de 90 mètres, ce qui n'est pas suffisant pour recouvrir les cataractes jusqu'à Guajira-Mirim (altitude 112,5 m) sur le río Mamoré où se trouvent les cataractes de la rivière situées le plus en amont. Il est dès lors nécessaire de construire un troisième barrage dans un site non encore bien défini, situé à la frontière boliviano-brésilienne sur le río Madeira, entre les confluents du río Abuná et du río Beni et dont le niveau minimal recouvrirait les dernières cataractes. Et là, les choses se compliquent du fait que, à la suite des réformes néo-libérales des années 1990, le gouvernement bolivien n'a pas le droit de demander des royalties pour usage de l'eau par des compagnies privées. À la suite de l'élection d'Evo Morales fin 2005, il faut attendre une nouvelle législation, après la Constituante de 2006, pour obtenir éventuellement l'accord de la Bolivie.  
En construisant les trois écluses correspondant aux trois barrages projetés, ce serait pas moins de 4 000 nouveaux kilomètres de voies navigables qui seraient raccordées au réseau de l'Amazone, en territoire péruvien (le río Madre de Dios), brésilien (le rio Guaporé) et surtout en territoire bolivien (río Abuná, río Beni, río Mamoré, et toute une série de leurs affluents). Malheureusement, la Bolivie n'a actuellement pas grand chose à exporter du bassin du haut Madeira, l'essentiel des marchandises exportables étant produites au sud, dans les départements de Santa Cruz et de Tarija, ou à l'ouest sur l'Altiplano.
Ce serait par contre très profitable pour le Brésil, qui, d'une part se rapprocherait ainsi encore un peu plus de l'océan Pacifique, et qui, d'autre part pourrait transporter les considérables excédents de production agricole de l'État de Rondônia et du nord du Mato Grosso notamment, vers l'Amazone, première étape avant l'exportation outre-mer. On prévoit un tonnage de 35 millions de tonnes transportées annuellement sur le Río Madeira, ce qui est vraiment considérable. Le Brésil se prépare d'ailleurs à construire de nouvelles facilités portuaires à Itacoatiara au confluent de l'Amazone et du rio Madeira, qui s'appellerait Puerto Bolivár et qui sera destiné à faciliter le transport de charge du Brésil, de la Bolivie, de la Colombie, de l'Équateur et du Pérou.

### Réalité des flux commerciaux boliviens
Les projectionnistes brésiliens parlent de 8 millions d'hectares cultivables dans les plaines de l'est bolivien, susceptibles de produire plus de 20 millions de tonnes de graines (surtout de soja), exportables vers l'Atlantique par la nouvelle « hidrovia du Madeira ». Mais ces chiffres paraissent irréalistes. Il n'y a pas telle quantité de terres dans les départements de Pando ou du Beni, c’est-à-dire dans la forêt amazonienne, ni dans le Chaco bolivien. De plus si les graines du Santa Cruz devaient être exportées par la voie du Madeira, il faudrait aménager le río Mamoré pour un tirant d'eau de 4 mètres jusqu'à Puerto Villaroel sur son affluent le río Ichilo, où l'on devrait construire un port moderne, et de là prévoir tout un réseau routier pour accéder à ce port. De plus les marchandises, exportables vers l'Asie, seraient plus aisément transportées par route ou chemin de fer (à achever) vers les ports du Pacifique, la partie à exporter vers l'Atlantique continuant à utiliser l'Hidrovía Paraná-Paraguay déjà bien existante et bien reliée à Santa Cruz, pour accéder à Rosario ou Buenos Aires sur le río de la Plata. Quant au gaz bolivien et au minerai de fer d'El Mutún, ils ne sont pas concernés car situés bien trop loin.

### Le point de vue de l'IIRSA

#### L'IIRSA
L’IIRSA est un vaste programme de construction de nouvelles routes, de ponts, de voies fluviales et de liaisons énergétiques et de communication réunissant les douze pays d'Amérique du Sud. C’est un des résultats du premier sommet sud-américain des douze présidents, qui se sont mis d'accord pour la créer en 2000. 
Ses sources de financement sont essentiellement la Banque interaméricaine de développement (BID), la Corporation andine de financement (CAF), le Fonds financier du bassin de la Plata (FONPLATA) et une série d’agences gouvernementales brésiliennes.

#### La nouvelle voie est surtout une liaison Brésil-Pacifique
Selon l'IIRSA, la direction des flux commerciaux principaux sur le río Madeira pourrait être inverse, non pas orientée du haut bassin du río Madeira vers l'Atlantique, mais du Brésil vers le Pacifique. Les excédents agricoles brésiliens d'une part, et les minerais pondéreux brésiliens (fer-bauxite-manganèse) d'autre part, auront de plus en plus les pays d'Extrême Orient comme clients dans les années futures (Chine, Corée, Japon, Sud-est asiatique etc). Et si on regarde l'ensemble des projets de l'IIRSA de navigation fluviale dans cette région, on constate que les nouvelles voies fluviales aboutiront soit à Puerto Maldonado au Pérou, ville située sur le río Madre de Dios et reliée aux ports du Pacifique tout proche par un réseau routier en voie d'amélioration importante, soit à Puerto Villaroel sur le haut Mamoré en correspondance à cet endroit avec les nouveaux axes routiers Brésil-Pacifique traversant la Bolivie d'est en ouest.

### L'axe Pérou-Brésil-Bolivie de l'IIRSA
Le projet des 3 centrales hydroélectriques sur le río Madeira est repris au sein du projet dit de l'axe Pérou-Brésil-Bolivie de l'IIRSA, qui le complète par une série de travaux fluviaux et routiers complémentaires.
Pour le budget estimé pour les deux centrales du projet Madeira, l'IIRSA a retenu (2004) un budget de 6,2 milliards de US$, écluses comprises. Le budget pour la ligne haute tension fait un autre milliard de dollars, et la troisième centrale est estimée à 2 milliards. L'IIRSA prévoit une quatrième centrale pour la cataracte Esperanza sur le río Beni pour la somme de 1,2 milliard. Sous-total : 10,4 milliards de US$. 
À quoi s'ajoutent 50 millions pour la navigation sur le Madeira, 20 millions pour l'Hidrovía Ichilo-Mamoré (l'Ichilo est un affluent important du Mamoré), 6 millions pour l'Hidrovía Madre de Dios et un port sur ce dernier, et enfin un budget non défini pour la navigation sur le río Beni. C’est-à-dire peu de choses, comparé au coût des quatre barrages et centrales hydroélectriques prises ensemble. Suivent une série de travaux routiers de moindre importance pour optimiser l'efficacité de ces gros investissements hydrauliques.

## L'axe Orénoque-Amazone-Plata
Le projet Madeira comme l'axe Pérou-Brésil-Bolivie n'est en fait qu'un maillon (le plus coûteux certes, mais capital) du tout grand axe ou Hidrovía Orénoque-Amazone-Plata projetant de relier le Delta de l'Orénoque (Venezuela), au réseau amazonien, puis à l'Hidrovía Paraná-Paraguay et englobant tous les pays sud-américains d'Amérique latine à l'exception du Chili.  

## Un projet controversé

### Un risque pour les populations autochtones
Le projet Madeira, en dépit de son rendement sur le plan énergétique, est sujet à de nombreuses controverses en ce qui concerne la population autochtone. En effet, selon Survival International les Indiens n’ont pratiquement pas été consultés sur ce projet et, en violation de la Constitution brésilienne et la Convention 169 de l’Organisation Internationale du Travail ratifiée par le gouvernement brésilien, ils n’ont jamais donné leur consentement libre, préalable et informé à la construction du barrage. Cela est d'autant plus préoccupant que selon la FUNAI, le département des affaires indigènes du gouvernement brésilien, il y a des preuves de la présence d’Indiens isolés dans la région affectée par les deux barrages. Certains d’entre eux vivent à une dizaine de kilomètres du site de construction du barrage de Jirau.
D’après Survival International, un récent rapport de la FUNAI indique que le tumulte provoqué par la construction du barrage a déjà probablement fait fuir plusieurs Indiens isolés.
Cependant, la  FUNAI n'a jamais reconnu l’existence d’un tel rapport et l'ONG concède le faux-pas : « Le rapport avait été rédigé par des représentants locaux de la FUNAI, mais il n'avait pas été validé par Brasilia », admet Sophie Baillon, de l'antenne française de Survival International à Paris»  
D’autre part, toujours selon Survival International les barrages de Santo Antônio et Jirau menacent directement quatre peuples indigènes du bassin du haut Madeira : les Karitiana, les Karipuna, les Uru-eu-Wau-Wau et les Katawixi. D’autres groupes, comme les Parintintin, les Tenharim, les Pirahã, les Jiahui, les Torá, les Apurinã, les Mura, les Oro Ari, les Oro Bom, les Cassupá et les Salamãi pourraient également être affectés.
De son côté, l’ESBR (Energia Sustentável do Brasil) déclare que les populations indigènes du bassin du haut Madeira ont été systématiquement consultées lors de rencontres organisées avec les leaders des communautés indigènes, des représentants locaux de l’État et de la FUNAI ainsi que les ONG qui souhaitaient  participer.

### Risques environnementaux
Selon le journal Le Monde, le bassin de la Madeira, région d'une exceptionnelle biodiversité dont l'apport nutritionnel est indispensable au maintien de l'équilibre biologique des plaines inondables situées le long de son cours et de celui de l'Amazone, abrite plusieurs centaines d'espèces de poissons et d'oiseaux, ainsi que de nombreuses espèces de mammifères menacées, qui risquent de disparaître une fois le bassin inondé.
De plus l'inondation d'une parcelle importante de forêt tropicale risque d'entraîner un rejet conséquent de dioxyde de carbone lors de la putréfaction du bois dans l'eau, ce qui rendrait finalement le projet plus polluant que prévu.

### Nominations
GDF Suez a été nommée au ‘Public Eye Awards’ 2010 couronnant l’entreprise la plus irresponsable en matière d’environnement.
Avec 5 097 votes en sa faveur, le groupe énergétique français GDF Suez se classe au deuxième rang du Public Eye Awards 2010 récompensant les entreprises les plus irresponsables du monde sur les plans social et environnemental.